# كلب سلوغي
الكلب السلوغي أو الكلب السلوغي البربري (شمال افريقيا) (بالإنجليزية: Sloughi)‏، هو فصيلة من كلاب الصيد، موطنه الأصلي شمال افريقيا، يوجد بالمغرب والجزائر وتونس وليبيا، وهو أحد أنواع الكلاب المصنفة ككلاب صيد بالبصر. يعيش الكلب السلوغي في شمال إفريقيا (المغرب والجزائر وتونس وليبيا) منذ قرون ، ويتواجد في شمال افريقيا  بأعداد كبيرة. كان ولا يزال يُعتمد عليه بشكل موثوق في الصيد والحراسة.

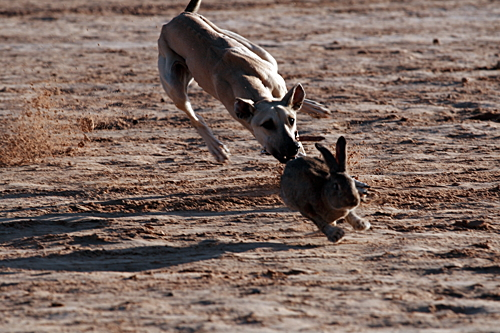
سلوغي أثناء مطاردة أرنب

## الوصف
لا ينبغي الخلط بين هذا الكلب والكلب السلوقي الذي موطنه الجزيرة العربية والشرق الأوسط ، ولا ينبغي أيضا الخلط بينه وبين كلب الصيد الأفغاني . الكلب السلوغي البربري له جسم متوسط الحجم يكسوه فرو قصير وناعم . قام البربر والبدو في شمال إفريقيا (المغرب ، والجزائر ، وتونس ، وليبيا) بتهجيين هذا الكلب من أجل اصطياد طرائد مثل الأرنب والثعلب وابن آوى والغزال والخنازير البرية.

يعتبر هذا الكلب من السلالات القديمة المستوطنة في شمال إفريقيا لمهاراتها في الصيد وسرعتها وخفة حركتها وتحملها الجري لمسافات طويلة. وهو كلب قوي ومفعم بالحيوية ويمتلك رقبة طويلة مع آذان متدلية. يُظهر الجسم والساقين بنية عظمية محددة وعضلات قوية ونحيلة وهيكله العظمي قوي. وله ذيل طويل ومتعرج للأعلى في نهايته. يتميز برشاقة وبذكاء، وبقوام متناسق. وهو ضامر البطن، حاد النظر، عيناه براقتان صافيتان، كما أنه سريع الجري تصل سرعته عند مطاردته الفريسة إلى 85 كيلومترا في الساعة . يكون أسرع في صعود المناطق المرتفعة عند مطاردة الفريسة، في حين تقل سرعته في المناطق المنخفضة.

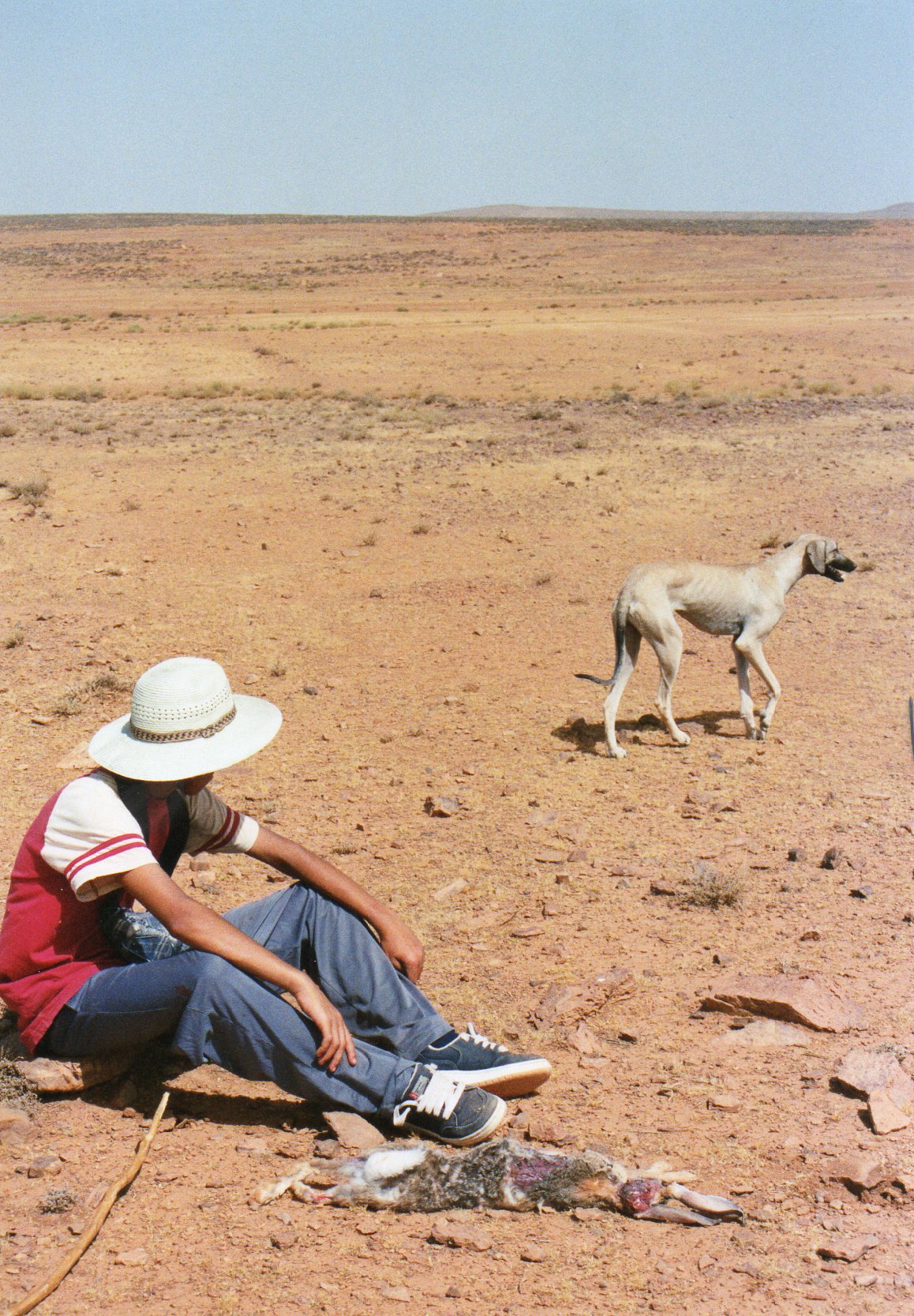
الصيد بالكلب السلوغي في شمال أفريقيا.
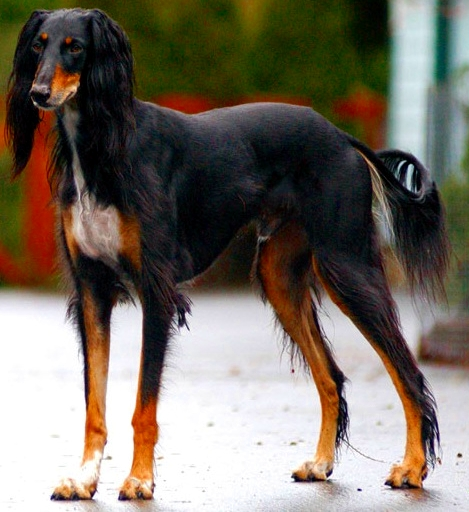
كلب السلوقي، فصيلة تشبه قليلا كلب السلوغي البربري
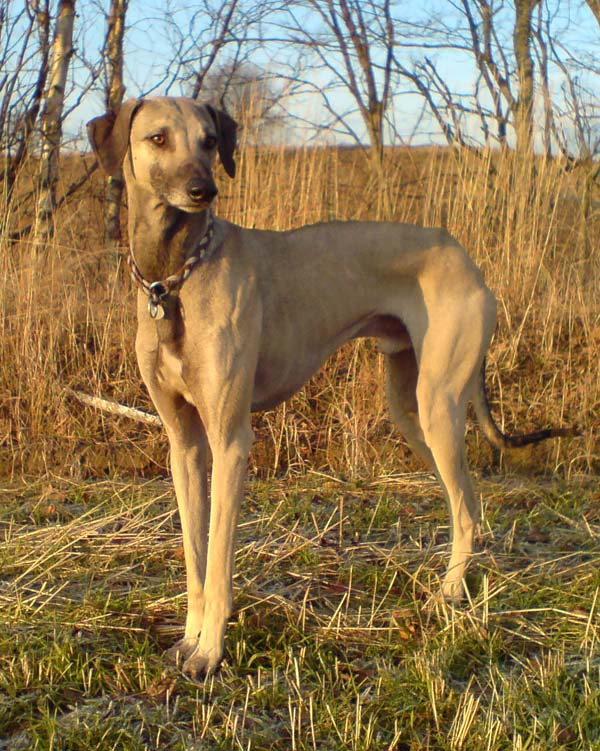
ذكر كلب السلوغي.

1. ↑  Gibeault، Stephanie (29 ديسمبر 2016). "The Sloughi is a Cherished Dog of North Africa – American Kennel Club". American Kennel Club. مؤرشف من الأصل في 2023-06-12. اطلع عليه بتاريخ 2022-01-08.
2. ↑  Fernandez، Amy (2 يناير 2009). "The Sloughi – An Ancient Hound Whose DNA Predates Christ". Canine Chronicle. مؤرشف من الأصل في 2023-12-13. اطلع عليه بتاريخ 2022-01-08.
3. ↑  "FCI-Standard No 188 Sloughi" (PDF). Federation Cynologique Internationale. 1 أغسطس 1998. مؤرشف من الأصل (PDF) في 2024-02-24.
4. ↑  "SLOUGHI". www.fci.be. مؤرشف من الأصل في 2019-03-07. اطلع عليه بتاريخ 2016-12-30.
5. ↑  "Sloughi Dog Breed Information". American Kennel Club (بالإنجليزية). Archived from the original on 2020-12-08. Retrieved 2021-01-10.
6. ↑  "Ocerico Sloughis – Top Winning AKC Sloughis" (بالإنجليزية الأمريكية). Archived from the original on 2020-11-25. Retrieved 2021-01-10.
7. ↑  "Official Standard of the Sloughi" (PDF). مؤرشف من الأصل (PDF) في 2017-01-18. {{استشهاد بدورية محكمة}}: الاستشهاد بدورية محكمة يطلب |دورية محكمة= (مساعدة)
8. ↑  "«السلوقي» أسرع كلاب الصيد في الشمال الفريقي.. مهدد بالانقراض,". archive.aawsat.com. مؤرشف من الأصل في 2021-01-10. اطلع عليه بتاريخ 2021-01-10.